# Магнезіоферит
Магнезіоферит (рос. магнезиоферрит; англ. magnesium ferrite; нім. Magnesioferrit m) — мінерал, оксид магнію і заліза координаційної будови з гр. шпінелі. Хімічна формула: MgFe2O4. Містить (%): MgO — 20,16; Fe2O3 — 79,64. Сингонія кубічна. Форми виділення: щільні грубо- або тонкозернисті агрегати. Густина 4,54-4,65. Твердість 6,50-6,75. Колір чорний до коричнювато-чорного. Риса чорна. Сильно магнітний. Блиск металічний до напівметалічного. Ізотропний. У чистому вигляді зустрічається рідко. Знайдений у вулканічних породах, а також у фумаролах Везувію, Етни (Італія), Стромболі й Вулькано (Ліпарські острови). Від магнезіо… й назви мінералу фериту (C.E.Rammelsberg, 1859).